# Andrea Vochieri
Andrea Vochieri (né en 1796 à Alexandrie en Italie, mort dans sa ville natale, le 22 juin 1833) est un avocat et un patriote italien.

## Biographie
Après des études classiques dans sa ville natale, il s'inscrit à l'université de Turin où il reçoit son diplôme de droit, puis il retourne à Alexandrie et commence à exercer comme avocat.
Pendant sa période universitaire, il entre en contact avec des opposants adeptes aux idées libérales mazziniennes et commence à exprimer ses propres idées, en participant activement aux émeutes de 1821.
Contraint d'abandonner le royaume de Sardaigne, il se réfugie à Barcelone.
Il revient en Italie en 1833, plus profondément ancré dans les idées de Mazzini, et il adhère à la Giovine Italia.

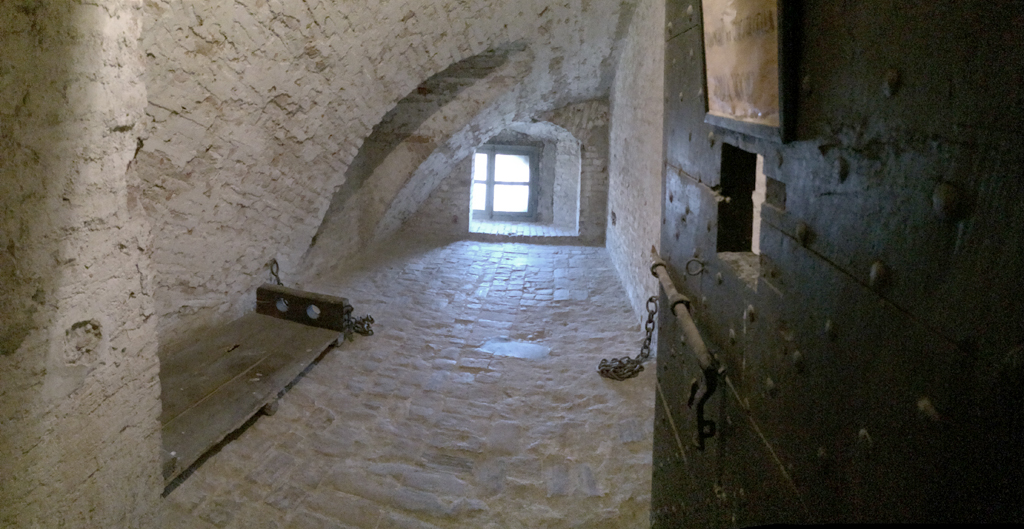
Cellule d'Andrea Vochieri à la citadelle d'Alexandrie.

Ses activités de propagande particulièrement dirigées vers les troupes de l’armée du royaume de Sardaigne sont découvertes et il est arrêté le 1er mai 1833. À l'intérieur de la citadelle d'Alexandrie, la petite cellule dans laquelle il a été emprisonné, enchaîné par les pieds, existe encore.
Soumis à un procès des plus sommaires, alors qu'il est un civil, il est jugé par une cour martiale et condamné, le 20 juin, à la peine capitale par un peloton d'exécution pour conspiration et participation à la société secrète Giovine Italia. La sentence est exécutée deux jours plus tard.
Son testament spirituel est une lettre trouvée dans sa cellule, qui dit : 
| Miei figli, questo è l'unico tesoro che vi lascia vostro padre prima di morire per la sua patria. Moglie mia, conserva questo scritto ad eterna memoria di tuo marito e fa che sia d'insegnamento ai miei figli ed amici. Italiani fratelli, io muoio tranquillo perché, quantunque calunniato e tradito, seppi tacere per non compromettere alcuno dei miei fratelli. Io muoio tranquillo, perché non ho voluto riscattare la mia vita dal tiranno, piemontese, come mi venne offerto, con il tradimento e con lo spergiuro. Io muoio tranquillo perché vero e costante figlio della Giovine Italia. Infine io muoio o Italiani, imprecando con l'estrema mia voce a tutti i despoti della terra e loro alleati. Infiammatevi ad unirvi e a sacrificare il vostro sangue per la libertà, indipendenza e rigenerazione della infelice nostra patria. | Mes fils, ceci est l’unique trésor que vous laisse votre père avant de mourir pour sa patrie. Ma femme, conserve cet écrit à la mémoire éternelle de ton mari, et fait que cela soit enseigné à mes fils et amis. Frères italiens, je meurs tranquille parce que, bien que calomnié et trahi, j'ai su me taire pour ne compromettre aucun de mes frères. Je meurs tranquille, parce que je n’ai pas voulu racheter ma vie au tyran piémontais, comme il me l'a proposé avec la trahison et le parjure. Je meurs tranquille parce que je suis un véritable et constant fils de la Giovina Italia. Enfin, je meurs ô Italiens, maudissant tous les despotes de la terre et leurs alliés. Enflammez-vous, unissez-vous et sacrifiez votre sang pour la liberté, l'indépendance, et la régénération de notre patrie malheureuse. |

## Sources
- (it) Cet article est partiellement ou en totalité issu de l’article de Wikipédia en italien intitulé « Andrea Vochieri » (voir la liste des auteurs).